# Fièvre à Columbus University
Pour plus de détails, voir Fiche technique et Distribution.
Fièvre à Columbus University ou Fièvre à l'université au Québec (Higher Learning) est un film américain réalisé par John Singleton et sorti en 1995.

## Synopsis
Des jeunes gens originaires de différents États, ethnies ou environnements sociaux, sont forcés de se côtoyer lorsqu'ils intègrent l'université de Colombus, où le professeur Maurice Phipps (Laurence Fishburne) enseigne les sciences politiques. Parmi ces freshmen, il y a Kristen Connor (Kristy Swanson), une jeune fille blanche du comté d'Orange qui lutte contre sa sexualité naissante et son attirance pour son amie Taryn (Jennifer Connelly) ; Malik Williams (Omar Epps), un étudiant noir forcé d'utiliser la bourse accordée aux sportifs pour payer ses frais de scolarités ; ou encore Remy (Michael Rapaport), un étudiant blanc de l'Idaho incapable de se faire des amis à l'université, qui fréquente et se rapproche dangereusement d'un groupe de Boneheads (ou néonazis skinheads). Ces étudiants doivent faire face à de nombreux problèmes tels que les difficultés financières, leur propre sécurité, le harcèlement sexuel, les doutes personnels ainsi que les questions qu'ils se posent à propos de leur avenir, leur sexualité. Ils sont aussi et surtout confrontés au racisme. Évoluant dans l'angoisse de l'échec et poussés à la réussite en classe, en sport ou dans leurs relations sociales, ils voient leurs nerfs encore plus ébranlés par leur manque d'expérience, l'orgueil, leur incompréhension du monde autour d'eux et leur besoin d'y trouver leur place.

## Fiche technique
Sauf indication contraire, les informations mentionnées dans cette section peuvent être confirmées par la base de données cinématographiques IMDb,  présente dans la section « Liens externes ».
- Titre français : Fièvre à Columbus University
- Titre québécois : Fièvre à l'université
- Titre original : Higher Learning
- Réalisation et scénario : John Singleton
- Musique : Stanley Clarke
- Photographie : Peter Lyons Collister
- Montage : Bruce Cannon
- Décors : Keith Brian Burns
- Costumes : Carol Oditz
- Production : Paul Hall, Dwight Alonzo Williams et John Singleton
- Sociétés de production : Columbia Pictures et New Deal Productions
- Distribution :
- Pays de production :  États-Unis
- Format : Couleurs - 1,85:1 - Dolby Surround / SDDS - 35 mm
- Genre : drame, romance
- Durée : 127 minutes
- Dates de sortie :
  - États-Unis : 11 janvier 1995
  - France : 2 août 1995

## Distribution
- Omar Epps (VF : Sidney Kotto) : Malik Williams
- Kristy Swanson : Kristen Connor
- Michael Rapaport (VF : Jérôme Keen) : Remy
- Jennifer Connelly (VF : Julie Turin) : Taryn
- Ice Cube : Fudge
- Jason Wiles (VF : Joël Zaffarano) : Wayne
- Tyra Banks : Deja
- Cole Hauser (VF : Antoine Tomé) : Scott Moss
- Laurence Fishburne (VF : Jacques Martial) : le professeur Maurice Phipps
- Bradford English (VF : Sylvain Lemarié) : l'officier Bradley
- Regina King : Monet
- Busta Rhymes (VF : Thierry Mercier) : Dreads
- Jay R. Ferguson (VF : Olivier Jankovic) : Billy
- Andrew Bryniarski (VF : Patrice Baudrier) : Knocko
- Trevor St. John : James
- Adam Goldberg : David Isaacs
- J. Trevor Edmond : Eddie
- Bridgette Wilson-Sampras : Nicole
- Kari Wuhrer (VF : Annie Milon) : Claudia
- John Walton Smith Jr. (VF : Antoine Tomé) : le coach Davis
- Randall Batinkoff : Chad Shadowhill
- Malcolm Norrington (VF : Arnaud Arbessier) :  Cory
- Tim Griffin : le conseiller d'orientation
- Sheila Ward (VF : Pascale Jacquemont) : la conseillère
- Morris Chestnut : le jeune ciblé (non crédité)
- Gwyneth Paltrow : l'étudiante (non créditée)

## Production

### Genèse et développement
Le réalisateur-scénariste John Singleton s'inspire ici de sa propre expérience à l'université de Californie du Sud.

### Attribution des rôles
Le rôle de Malik Williams devait initialement être interprété par le rappeur Tupac Shakur, mais ce dernier fut emprisonné peu de temps après l'obtention du rôle, qui fut finalement confié à Omar Epps. Par ailleurs, John Singleton avait tout d'abord choisi Leonardo DiCaprio pour jouer Remy, alors que Michael Rapaport avait le rôle de Scott Moss. Finalement, Leonardo DiCaprio a été retenu par le tournage de Mort ou vif (1995). John Singleton a donc donné son rôle à Michael Rappaport et Cole Hauser a été engagé pour le rôle de Scott.
Dustin Hoffman a un temps été envisagé pour incarner le professeur Maurice Phipps. L'acteur voulait cependant que le script soit remanié pour que son personnage soit plus au centre de l'intrigue, ce que John Singleton a refusé.
Pour les rôles féminins,  John Singleton voulait à l'origine que Gwyneth Paltrow et Juliette Lewis incarnent respectivement Kristen Connor et Taryn mais elles étaient indisponibles. La première fait cependant une toute petite apparition non créditée dans le rôle d'une étudiante. L'actrice Drew Barrymore avait auditionné pour le rôle de Kristen Connor.
Il s'agit du premier rôle au cinéma de Tyra Banks, qui était auparavant apparue dans des téléfilms et des séries télévisées.

### Tournage
Le tournage s'est déroulé à Los Angeles de septembre à novembre 1993. Les extérieurs de l'université de Columbus sont tournés à l'université de Californie à Los Angeles alors que les scènes d'intérieurs sont filmées dans les Sony Pictures Studios de Culver City.

### Musique
La musique du film est composée par Stanley Clarke. Par ailleurs, l'album de la bande originale contient principalement des chansons rap/R'n'B d'artistes comme Ice Cube, Raphael Saadiq et Zhané
| Liste des titres | Liste des titres                                                                 | Liste des titres                                   | Liste des titres | Liste des titres | Liste des titres | Liste des titres | Liste des titres | Liste des titres | Liste des titres |
| No               | Titre                                                                            | Producteurs                                        | Durée            |                  |                  |                  |                  |                  |                  |
| ---------------- | -------------------------------------------------------------------------------- | -------------------------------------------------- | ---------------- | ---------------- | ---------------- | ---------------- | ---------------- | ---------------- | ---------------- |
| 1.               | Higher (interprété par Ice Cube)                                                 | Sir Jinx                                           | 4:32             |                  |                  |                  |                  |                  |                  |
| 2.               | Something to Think About (interprété par Ice Cube)                               |                                                    | 0:10             |                  |                  |                  |                  |                  |                  |
| 3.               | Soul Searchin' (I Wanna Know If It's Mine) (interprété par Me'Shell NdegéOcello) | - Me'Shell NdegéOcello - David Gamson              | 6:23             |                  |                  |                  |                  |                  |                  |
| 4.               | Situation: Grimm (interprété par Mista Grimm)                                    | - Chase - Darryl Pierce (ass.)                     | 3:54             |                  |                  |                  |                  |                  |                  |
| 5.               | Ask of You (interprété par Raphael Saadiq)                                       | Raphael Saadiq                                     | 6:02             |                  |                  |                  |                  |                  |                  |
| 6.               | Losing My Religion (interprété par Tori Amos)                                    | Eric Rosse                                         | 5:00             |                  |                  |                  |                  |                  |                  |
| 7.               | Phobia (interprété par Outkast)                                                  | Organized Noize                                    | 5:57             |                  |                  |                  |                  |                  |                  |
| 8.               | My New Friend (interprété par Cole Hauser & Michael Rapaport)                    |                                                    | 0:27             |                  |                  |                  |                  |                  |                  |
| 9.               | Year of the Boomerang (interprété par Rage Against the Machine)                  | - Brendan O'Brien - Rage Against the Machine (co.) | 4:05             |                  |                  |                  |                  |                  |                  |
| 10.              | Higher Learning/Time for Change (interprété par The Brand New Heavies)           | The Brand New Heavies                              | 4:52             |                  |                  |                  |                  |                  |                  |
| 11.              | Don't Have Time (interprété par Liz Phair)                                       | - Brad Wood - Liz Phair                            | 3:14             |                  |                  |                  |                  |                  |                  |
| 12.              | Butterfly (interprété par Tori Amos)                                             | Eric Rosse                                         | 3:07             |                  |                  |                  |                  |                  |                  |
| 13.              | By Your Side (interprété par Zhané)                                              | Zhané                                              | 4:52             |                  |                  |                  |                  |                  |                  |
| 14.              | Eye (interprété par Eve's Plum)                                                  | Ted Niceley                                        | 3:51             |                  |                  |                  |                  |                  |                  |
| 15.              | The Learning Curve (interprété par Stanley Clarke)                               | Stanley Clarke                                     | 3:30             |                  |                  |                  |                  |                  |                  |
| 59:56            |                                                                                  |                                                    |                  |                  |                  |                  |                  |                  |                  |

Autres chansons présentes dans le film
- Tire Me, interprété par Rage Against the Machine
- Higher Learning, interprété par D-Knowledge et Black/Note
- Swamp Song, interprété par Dramarama
- Super Monkey, interprété par Stanford Prison Experiment
- To Be Young Gifted and Black, interprété par Aretha Franklin
- Wait and See, interprété par Mrs. God
- Give Me Your Love, interprété par Curtis Mayfield
- Let's Stay Together, interprété par Al Green
- Corner of My Mind, interprété par Blanket Party
- Cornerman, interprété par Sky Crics Mary
- Lost My Motto, interprété par Cotton Mather
- It's Only Money, interprété par Dramarama
- Shake, interprété par Final Cut
- Formaldahyde, interprété par Sons of Elvis
- Memory Lane, interprété par Minnie Riperton
- What Is A Man, interprété par The Watts Prophets
- A Pimp, interprété par The Watts Prophets
- Tenements, interprété par The Watts Prophets

## Distinctions
- Prix du meilleur second rôle masculin pour Laurence Fishburne et nomination au prix du meilleur second rôle masculin pour Ice Cube, lors des NAACP Image Award en 1996.